# NGC 7006
NGC 7006，也稱為科德韋爾42，是位於海豚座的一個球狀星團。

## 外部連結
- WikiSky上关于NGC 7006的内容：DSS2, SDSS, GALEX, IRAS, 氢α, X射线, 天文照片, 天图, 文章和图片